# Liu Tingting
Liu Tingting (Guangzhou, 6 september 2000) is een Chinese gymnaste. In 2018 werd ze wereldkampioen op de balk. 

## Loopbaan
In 2016 deed ze als vijftienjarige mee aan de Chinese nationale kampioenschappen, waar ze zilver haalde op balk en brons op meerkamp. Ze werd geselecteerd om haar land te vertegenwoordigen op de Olympische Spelen in Rio, maar moest afzeggen wegens een blessure.
Ook in 2017 speelden blessures haar parten. Op de wereldkampioenschappen in Montreal had ze een enkelblessure, waardoor ze enkel aan de balk startte. Ze deed het net goed genoeg om door te gaan naar de balkfinale, en werd uiteindelijk zevende.
Op de wereldkampioenschappen in 2018 kon Liu zich kwalificeren voor de balkfinale. Ook het Chinese vrouwenteam ging door naar de teamfinale waar ze brons haalden. In de balkfinale was Liu laatstes aan de beurt, en tot dan toe had nog niemand het echt goed gedaan (behalve Ana Padurariu). Liu turnde een prachtige oefening en haalde de gouden medaille met zowel de hoogste D-score als de hoogste E-score.
In 2019 werd Liu Chinees kampioen op meerkamp, waardoor ze benoemd werd als teamkapitein voor de wereldkampioenschappen in Stuttgart. Liu deed het goed in de kwalificatieronde en plaatste zich voor de finales van meerkamp, brug en balk, en met het team gingen ze door naar de landenfinale. Daar deed Liu het minder goed waardoor ze met het team op de vierde plaats eindigden. Liu trok zich terug uit de meerkampfinale, waardoor haar landgenoot Tang Xijing haar kon vervangen (en uiteindelijk goud won). In de brugfinale werd Liu zevende, en op balk behaalde ze de zilveren medaille, na Simone Biles.
In 2020 werd ze opnieuw Chinees kampioen op meerkamp.

## Resultaten
| Jaar | Plaats                        | Resultaten               |
| ---- | ----------------------------- | ------------------------ |
| 2017 | Wereldkampioenschap Montreal  | 7e balk                  |
| 2018 | Wereldkampioenschap Doha      | op balk · met het team   |
| 2019 | Wereldkampioenschap Stuttgart | balk · 4e team · 7e brug |

1938: Vlasta Děkanová  
· 1950: Helena Rakoczy  
· 1954: Keiko Tanaka  
· 1958: Larissa Latynina  
· 1962: Eva Bosáková  
· 1966: Natalja Koetsjinskaja  
· 1970: Erika Zuchold  
· 1974: Ljoedmila Toerisjtsjeva
· 1978: Nadia Comăneci
· 1979: Věra Černá 
· 1981: Maxi Gnauck  
· 1983: Olga Mostepanova  
· 1985: Daniela Silivaș  
· 1987: Aurelia Dobre  
· 1989: Daniela Silivaș  
· 1991: Svetlana Boginskaja  
· 1992: Kim Zmeskal  
· 1993: Lavinia Miloșovici  
· 1994: Shannon Miller  
· 1995: Mo Huilan  
· 1996: Dina Kochetkova  
· 1997: Gina Gogean  
· 1999: Ling Jie  
· 2001: Andreea Răducan  
· 2002: Ashley Postell  
· 2003: Fan Ye  
· 2005: Nastia Liukin 
· 2006: Iryna Krasnianska  
· 2007: Nastia Liukin  
· 2009: Deng Linlin  
· 2010: Ana Porgras  
· 2011: Sui Lu
· 2013: Aliya Mustafina
· 2014: Simone Biles
· 2015: Simone Biles
· 2017: Pauline Schäfer
· 2018: Liu Tingting
· 2019: Simone Biles
· 2021: Urara Ashikawa
· 2022: Hazuki Watanabe
· 2023: Simone Biles